# Cançons tradicionals
Cançons tradicionals (en español Canciones tradicionales) es el segundo álbum LP de Joan Manuel Serrat, basado en diez canciones populares del folclore catalán con dirección musical de Antoni Ros-Marbà, editado en 1968 por la compañía discográfica Edigsa.
Serrat elige para su segundo álbum versionar diversas canciones del folklore tradicional catalán. Son temas que han ido quedando en la memoria sentimental y cultural de las gentes de su pueblo y se dispone a renovarlas y popularizarlas.
Grabado en 1967 con el propósito de revitalizar la cultura popular catalana en la época de prohibición y censura de la lengua catalana por parte de la dictadura franquista. El disco sale a la venta en 1968, tras el clima de presión ejercido por círculos catalanistas en el entorno de la figura de Serrat tras su decisión de cantar en castellano y aceptar el nombramiento como representante de Televisión Española para el festival de Eurovisión.
No fue hasta unos meses después de su renuncia a participar del Festival cuando los directivos de Edigsa decidieron publicar este trabajo al percibir entonces un evidente cambio de opiniones hacia Serrat en la sociedad catalana, que lejos de criticarle la decisión de ejercer su bilingüismo, ahora le aclamaba por reivindicar el uso del catalán como lengua propia y representativa de un pueblo.
Por el contrario, en el resto de España, son numerosos los ejemplos de crítica feroz e intolerancia hacia todo lo que significaba Joan Manuel Serrat. La terrible campaña auspiciada por los medios de comunicación oficiales da lugar a hechos tan vergonzosos como abucheos en sus recitales y quemas públicas de sus discos.
Es en este clima tan enraizado y controvertido cuando se pone a la venta el disco “Cançons tradicionals”, con medio país considerando a Serrat como un héroe y el otro medio como un renegado.

## Canciones
- El testament d´Amèlia - 3:27
- La presó del rei de França - 3:00
- El comte Arnau - 3:10
- La cançó del lladre - 2:42
- L´estudiant de Vic - 4:43
- La dama d´Aragó - 3:27
- El ball de la civada - 2:36
- Cançó de batre - 1:50
- El rossinyol - 3:20
- La presó de Lleida - 4:10

De este disco vuelve a cantar en sus recitales en directo la canción La cançó del lladre (La canción del ladrón), dentro de las giras de sus discos Sombras de la China y Versos en la boca, y posteriormente en la gira intimista Serrat 100x100 en 2005, 2006 y 2007.

## Críticas
El disco fue una auténtica innovación en la Cataluña de la época, aun así no batió el récord de ventas ni se escuchó más allá de Cataluña pero ayudó a inmortalizar muchas canciones tradicionales y folcróricas catalanas.
La canción número cuatro del álbum, "La cançó del lladre", es una de las canciones catalanas tradicionales más populares y ha sido interpretada por varios artistas reconocidos en Cataluña, tales como La troba kung fu, un grupo que destaca por sus mezclas de rumba. El hijo del reconocido cantante Jordi Savall, Ferran Savall nos presenta una versión más larga y alejada de lo tradicional.
El disco alberga una colección de temas sencillos, muy representativos del sentir catalán. En general se trata de canciones escritas en pasados siglos y que se han ido transmitiendo de generación en generación. Serrat las canta ahora y con ello, asegura la supervivencia de esos temas.
La portada del disco mostraba en su primera edición una fotografía de Joan Manuel fumando un cigarrillo, una imagen que se suprimió años después y se reemplazó aumentando el tamaño del grabado original de los segadores de la primera portada, que -no hay que olvidarlo- tuvo bastantes problemas para pasar por la censura.
Serrat interpreta estas canciones con suma sencillez, sin adornarse en lo más mínimo y dándole a todo el trabajo un tono serio y formal, procurando no desvirtuar la importancia de las letras y la primitiva música. Los acertados arreglos de Antonio Ros-Marbà contribuyen en todo momento a que el disco camine por un sendero íntimo y sosegado, dándole a estas canciones un sello de inocencia y pureza musical.
Canciones para escuchar tranquilamente y saborearlas. Temas que muchas veces ha gustado Serrat de incluir en sus conciertos como señas de identidad de la cultura de su pueblo y que ha logrado trasmitir incluso a públicos no catalanes la emoción de canciones tan hermosas como “El testament d’Amelia” y “La cançó del lladre”.